# ایی نائویوشی
ایی نائویوشی (به ژاپنی: 井伊 直義 Ii Naoyoshi)؛( –۴ فوریه ۱۵۴۵) یک سامورایی در دوره سنگوکو و پسر ای نائوهیرا رهبر خاندان ای بود. وی به خاندان ایماگاوا خدمت می‌کرد.